# أكيرا كوماتسو
أكيرا كوماتسو (باليابانية: 小松晃؛ بالكانا: コマツ アキラ) هو لاعب كرة قدم ياباني، ولد في 3 أبريل 1962 في أكيتا في اليابان. لعب مع سيريزو أوساكا ونادي كيوتو سانغا.